# La Jagua del Pilar
La Jagua del Pilar ist eine Gemeinde (municipio) im Departamento La Guajira in Kolumbien. La Jagua del Pilar liegt nah an der Grenze nach Venezuela. Der Name des Ortes bezieht sich zum einen auf den in der Region verbreiteten Baum Jaguito und zum anderen auf Unsere Liebe Frau auf dem Pfeiler, die Schutzpatronin des Ortes.

## Geographie
Die Gemeinde La Jagua del Pilar hat Anteil an der Serranía del Perijá, einem nördlichen Ausläufer der Anden. Die höchste Erhebung ist mit 287 Metern der Cerro Pintao. Der Rest der Gemeinde ist flach. Die Gemeinde grenzt im Uhrzeigersinn an Urumita, Venezuela und an Manaure, La Paz Robles und Valledupar im Nachbardepartamento Cesar.
Die gesamte territoriale Ausdehnung der Gemeinde La Jagua del Pilar beträgt 152 km², von denen 5 km² auf das Stadtgebiet und 147 km² auf das ländliche Gebiet entfallen. Der Gemeindesitz liegt auf einer Höhe von 450 m und die durchschnittliche Temperatur beträgt 28 °C.

## Bevölkerung
Die Gemeinde La Jagua del Pilar hat 3341 Einwohner, von denen 2378 im städtischen Teil (cabecera municipal) der Gemeinde leben (Stand: 2019).

## Geschichte
Der Ort La Jagua del Pilar wurde 1795 von Manuel José Fernández de Castro und Bartolo Ustariz gegründet. Bis 1998 war der Ort ein Corregimiento von Urumita, dann erhielt er den Status einer Gemeinde.

## Wirtschaft
Der wichtigste Wirtschaftszweig von La Jagua del Pilar sind Tierhaltung und Landwirtschaft. Es werden unter anderem Baumwolle, Mais, Bananen und Maniok angebaut.